# Jesse Branson
Herman Jesse Branson (Graham, 7 gennaio 1942 – Burlington, 2 novembre 2014) è stato un cestista statunitense, professionista nella NBA e nella ABA.

## Carriera
È stato selezionato dai Philadelphia 76ers al secondo giro del Draft NBA 1965 (13ª scelta assoluta).